# Mary Scanlon (Politikerin, 1947)

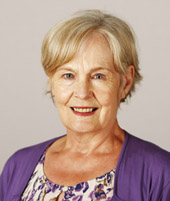
Mary Scanlon

Mary Elizabeth Scanlon CBE (* 25. Mai 1947 in Dundee) ist eine schottische Politikerin und Mitglied der Conservative Party.
Scanlon besuchte die Craigo Secondary School in Montrose und ging dann an die Universität Dundee, die sie als Master in Wirtschaftslehre und Politik sowie mit einem Diplom in Personalmanagement abschloss. Zwischen 1983 und 1988 war sie als Dozentin für Ökonomie und Management am Perth College tätig und wechselte dann bis 1994 an das Dundee Institute of Technology. Zuletzt war sie bis 1999 Dozentin am Inverness College der Universität der Highlands and Islands.

## Politischer Werdegang
Erstmals trat Scanlon bei den Unterhauswahlen 1992 zu nationalen Wahlen an. In ihrem Wahlkreis North East Fife erhielt sie jedoch nur die zweithöchste Stimmenanzahl und verpasste damit den Einzug in das Britische Unterhaus. Bei den Unterhauswahlen 1997 bewarb sie sich dann um das Direktmandat des Wahlkreises Inverness East, Nairn and Lochaber, erhielt aber nur die vierthöchste Stimmenanzahl.
Bei den Parlamentswahlen 1999 kandidierte Scanlon im Wahlkreis Inverness East, Nairn and Lochaber, konnte aber nur 14,6 % der Stimmen auf sich vereinen. Da Scanlon auch auf der Regionalwahlliste der Konservativen für die Wahlregion Highlands and Islands stand, zog sie infolge des Wahlergebnisses als einer von sieben Regionalkandidaten in das neugeschaffene Schottische Parlament ein. Bei den Parlamentswahlen 2003 verpasste sie abermals das Direktmandat von Inverness East, Nairn and Lochaber deutlich, verteidigte jedoch ihren Parlamentssitz für Highlands and Islands.
Am 21. März 2006 verstarb die Abgeordneter des Wahlkreises Moray, Margaret Ewing, weshalb am 27. April 2006 Nachwahlen in diesem Wahlkreis stattfanden. Um bei dieser Wahl kandidieren zu können, gab Scanlon ihr Mandat zurück, das bis zum Ende der Legislaturperiode von ihrem Parteikollegen David Petrie übernommen wurde. Bei der Nachwahl erhielt Scanlon nur die zweithöchste Stimmenanzahl. Das Direktmandat gewann Richard Lochhead von der SNP. Abermals bewarb sich Scanlon bei den Parlamentswahlen 2007 um das Mandat des Wahlkreises Moray, verpasste dieses jedoch deutlich. Hingegen errang sie ihr zuvor aufgegebenes Listenmandat für Highlands and Islands zurück und zog wieder in das Parlament ein. Bei den Parlamentswahlen 2011 verteidigte sie ihr Mandat. Zu den Parlamentswahlen 2016 trat Scanlon nicht mehr an und schied zum Ende der Wahlperiode aus dem schottischen Parlament aus.
Scanlon ist langjährige gesundheitspolitische Sprecherin der Conservative Party. Im Schattenkabinett der Konservativen war sie als Gesundheitsministerin vorgesehen.